# Claude Alibert
Claude Alibert, né le 28 septembre 1933 à Bédarieux dans l'Hérault, mort le 1er octobre 2011 à Agen en Lot-et-Garonne, est un écrivain français. 

## Biographie
Professeur d'anglais à Agen, Claude Alibert écrit vers quarante ans quelques romans qui ont pour cadre le sud de la France. Auteur régionaliste, il écrit sur le monde paysan en train de disparaître. À l'âge de la retraite il a repris la plume pour écrire encore quelques romans et des récits. 
Claude Alibert est décédé le 1er octobre 2011 et est enterré le 3 octobre dans son village de Malause au cimetière de Saint-Rose.
Claude Alibert était marié et père de trois enfants. 

## Œuvres
- 1974 Le chant sauvage, essai (Prix Prométhée 1974)
- 1976 Le Poil de la bête, roman, Albin Michel (prix Olivier de Serres 1976)
- 1979 Les indigènes du causse Viala, roman, Albin Michel.
- 2005 Il y eut deux hivers en Quarante, roman, Lacour-Ollé; Albin Michel[4].
- 2007 La toucheuse de Campillet, Lacour-Rediviva[5].
- 2008 Banaste et autres récits d'oc, Lacour-Rediviva.
- 2010 Variations méditerranéennes. Réminiscences, Mille Plumes.